# Petiville (Sekwana Nadmorska)
Petiville – miejscowość i gmina we Francji, w regionie Normandia, w departamencie Sekwana Nadmorska. Przez miejscowość przepływa Sekwana. 
Według danych na rok 1990 gminę zamieszkiwało 970 osób, a gęstość zaludnienia wynosiła 58 osób/km² (wśród 1421 gmin Górnej Normandii Petiville plasuje się na 247. miejscu pod względem liczby ludności, natomiast pod względem powierzchni na miejscu 101.).